# Татри
Татритe или Високите Татри (на словашки: Vysoké Tatry; на полски: Tatry Wysokie е обособен планински масив в Западните Карпати, разположен на границата между Словакия на юг и Полша на север, най-високия в целите Карпати.

## Географска характеристика

### Големина, граници
Масивът има форма на леко изпъкнала на юг дъга с дължина от запад на изток 65 km. Максимална височина връх Герлаховски щит (2655 m), извисяващ се в югоизточната му част, на словашка територия. От всички страни е заграден от дълбоки речни долини, които го отделят от съседните планински масиви. На юг долината на река Вах (ляв приток на Дунав) го отделя от масима на Ниските Татри, на запад река Орава – от планината Малка Фатра, на север река Дунаец (десен приток на Висла) – от масива Горце, а на изток долината на река Попрад (десен приток на Дунаец) – от Левочка планина. На североизток Високите Татри завършват с ниската планина Спишка Магура, а на югозапад – с Хочка планина (1611 m).

### Геоложки строеж, релаф
Изграден е предимно от гранити, гранодиорити и варовици. Най-високите му части са заети от алпийски релеф със следи от древни заледявания (кари, циркуси, изибилие от планински езера, морени) и силно развитие карстови форми – валози, ували, пропасти, пещери (Беланска, Алабастрова и др.) и др. 

### Климат
Климатът във Високите Татри е подобен на алпийския. Той се характеризира с чести климатични промени, значителни колебания на температурата, облачността и количеството на валежите, които са предимно от сняг (в най-високите части даже и през лятото). Снежната покривка се задържа до май – юни (в някои циркуси и целогодишно). Преобладаващите ветрове са със западно и югозападно направление, като болшинството от климатичните явления са свързани с преминаването на атмосферни фронтове. Абсолютният минимум и максимум на температурата на връх Каспрови (1970 m н.в.) са съответно -39,5°С (февруари 1929 г.) и +30,2°С (август 1943 г.). Дебелината на снежната покривка достига до 3 m, като често явление през зимата са лавините и температурните инверсии.

### Води, растителност
Южните и западните му склонове принадлежат към водосборния басейн на река Вах – Бела, Черна Орава и др., а северните и източните – към водосборния басейн на Висла – Дунаец и десните му притоци Бялка, Попрад и др. Склоновете на планината на височина до 1500 m са заети от смърчови гори с примеси от бук, ела, бор и лиственица, нагоре, до 1900 m е развит поясът на храстите, а до 2250 m – поясът на субалпийските и алпийските пасища.

## Забележителности, туризъм, спорт
Във Високите Татри на връх Ломницки щит (2632 m) е изградена най-високо разположената метеорологична обсерватория в Карпатите. По склоновете на планината функционират множество планински климатични курорти: Закопане в Полша, Щръбске Плесо, Стари Смоковец, Татранска Ломница и др. в Словакия, които са изходни бази за планински туризъм, ски спортове, алпинизъм и др. За туристите и скиорите са изградени няколко въжени линии и ски влекове. В планината на словашка територия през 1949 г. е създаден Татранския национален парк, който през 1954 г. е разширен и на полска територия.